# Visconti di Modrone
Visconti di Modrone is een adellijk geslacht dat afstamt van het Milanese geslacht Visconti.

## Geschiedenis
Uberto Visconti il Pico (1280?-1315) was een zoon van Teobaldo Visconti en een jongere broer van Matteo I Visconti il Grande.
Hij had een zoon, Vercellino Visconti, heer van Vercelli (1317) en Novara (1318-1320). Van hem:
- Giovanni Visconti
  - Otto Visconti, laatste afstammeling. Hij was een van de moordenaars van Giovanni Battista Visconti
  - Antonio Visconti
    - Guido Visconti, getrouwd met Leta Manfredi, was gouverneur van Genua en Cremona, onder Galeazzo Maria Sforza
      - Veronica Visconti, moeder van Federico Borromeo (1492-1529)

    - Giovanni Battista Visconti, ambassadeur van Milaan bij Keizer Karel in 1541.

In 1683 trouwde Nicolò Maria Visconti, zoon van Antonio Coriolano Visconti en Maddalena Durini, met Teresa Modroni. Dit was het begin van de zijtak Visconti di Modrone, die de titel verwierf van markies. 
Met het decreet van 5 maart 1813 verleende Napoleon Bonaparte, in zijn hoedanigheid van koning van Italië, de titel van hertog aan Carlo-Emilio Visconti di Modrone. Deze titel werd enkele jaren later bevestigd door de Oostenrijkse keizer Frans I.
Carlo-Emilio stierf kinderloos in 1837 en de titel werd overgedragen op zijn neef Uberto Visconti (1802-1850), zoon van Gaetano Visconti en Aurelia Gonzaga. Uberto was getrouwd met Giovanna Gropallo (1805-1884) en ze hadden als kinderen:
- Raimondo (1835-1882),
- Guido (1838-1902),
- Carlo (1833-1837),
- Luigi (1838-1879),
- Gaetano (1840-1844).

Guido had als derde zoon Giuseppe Visconti di Modrone (1879-1941), die in 1937 de titel kreeg van hertog di Grazzano Visconti als dank voor de restauratie van het kasteel en het historisch dorp van Grazzano en voor zijn inspanningen ten gunste van het artisanaat.
Tot het geslacht Visconti di Modrone behoren:
- Uberto Visconti di Modrone (1871-1923), ondernemer,
- Marcello Visconti di Modrone (1898-1964), zoon van Uberto,
- Guido Visconti di Modrone (1901-1942), militair,
- Luchino Visconti (1906-1976) filmregisseur,
- Galeazzo Visconti di Modrone (1918-1976),
- Eriprando Visconti di Modrone (1932-1995) regisseur.